# Johan Bojer
Johan Bojer, geboren Johan Kristoffer Hansen (6 maart 1872, Orkdal - 3 juli 1959, Oslo) was een Noors roman- en toneelschrijver.

## Leven en werk
Bojer werd geboren als onwettig kind van het dienstmeisje Johanne Elgåen en handelsagent Hans Bojen. Hij groeide op bij een pleeggezin in Rissa, te midden van de armoedige vissersbevolking in Sør-Trøndelag, nabij het Trondheimfjord. In zijn jonge jaren werkte hij als boer, visser, verkoper van naaimachines en kantoorbediende.
In 1893 debuteerde Bojer onopvallend in de literaire werd met zijn korte roman Unger. Een kleine erfenis stelde hem vervolgens in staat naar het buitenland te vertrekken. In 1895 reisde hij via Berlijn naar Parijs, waar hij August Strindberg en Knut Hamsun opzocht. Deze ontmoetingen deden hem definitief besluiten voor het schrijverschap te kiezen. Vanaf 1895 publiceerde hij onder de naam van zijn biologische vader. Met onderbrekingen zou hij tot 1915 in Parijs blijven wonen.
Bojer neemt in zijn werk vaak de armoedige vissers en boeren uit zijn geboortestreek tot onderwerp. Daarbij keert hij zich tegen de mechanisering en modernisering en benadrukt hij het belang van innerlijke - christelijke - waarden. Meermaals schildert hij varianten van de geschiedenis van de arme jongen die de wereld intrekt en als beroemd en rijk man weer terugkomt. Zijn schrijfstijl is realistisch, met duidelijke invloeden van Victor Hugo en Alexander Kielland. Vaak heeft Bojer de neiging moralistisch te zijn, maar de werken waarin hij dat achterwege laat worden doorgaans als zijn sterkste gezien. Dat geldt met name voor zijn latere romans Den siste viking (De laatste viking, 1921, over de strijd tussen een onderneming in stoomboten en de lokale vissersbevolking in de Lofoten om een vissersgebied) en Folk ved sjøen (Volk en meer, 1929, een schets van het matte Noorse leven van alledag, vol armoe, maar steeds getuigend van een sterke levenswil). In het buitenland had hij veel succes met Vår egen stamme (Van eigen stam, 1924), over de pogingen van Noorse emigranten in de jaren 1880 om voet aan de grond te krijgen in North Dakota, een roman waarvoor hij in 1923 zelf een uitgebreide studiereis naar Amerika maakte.
Bojer schreef ook toneel en sprookjes. Vanaf 1919 woonde hij op een landgoed nabij Oslo, waar hij in 1959 overleed, 87 jaar oud. Hij geldt als een van de meestgelezen Noorse auteurs in het buitenland. Voor de Tweede Wereldoorlog werden ook een aantal van zijn werken in het Nederlands vertaald.

## Bibliografie (selectie)

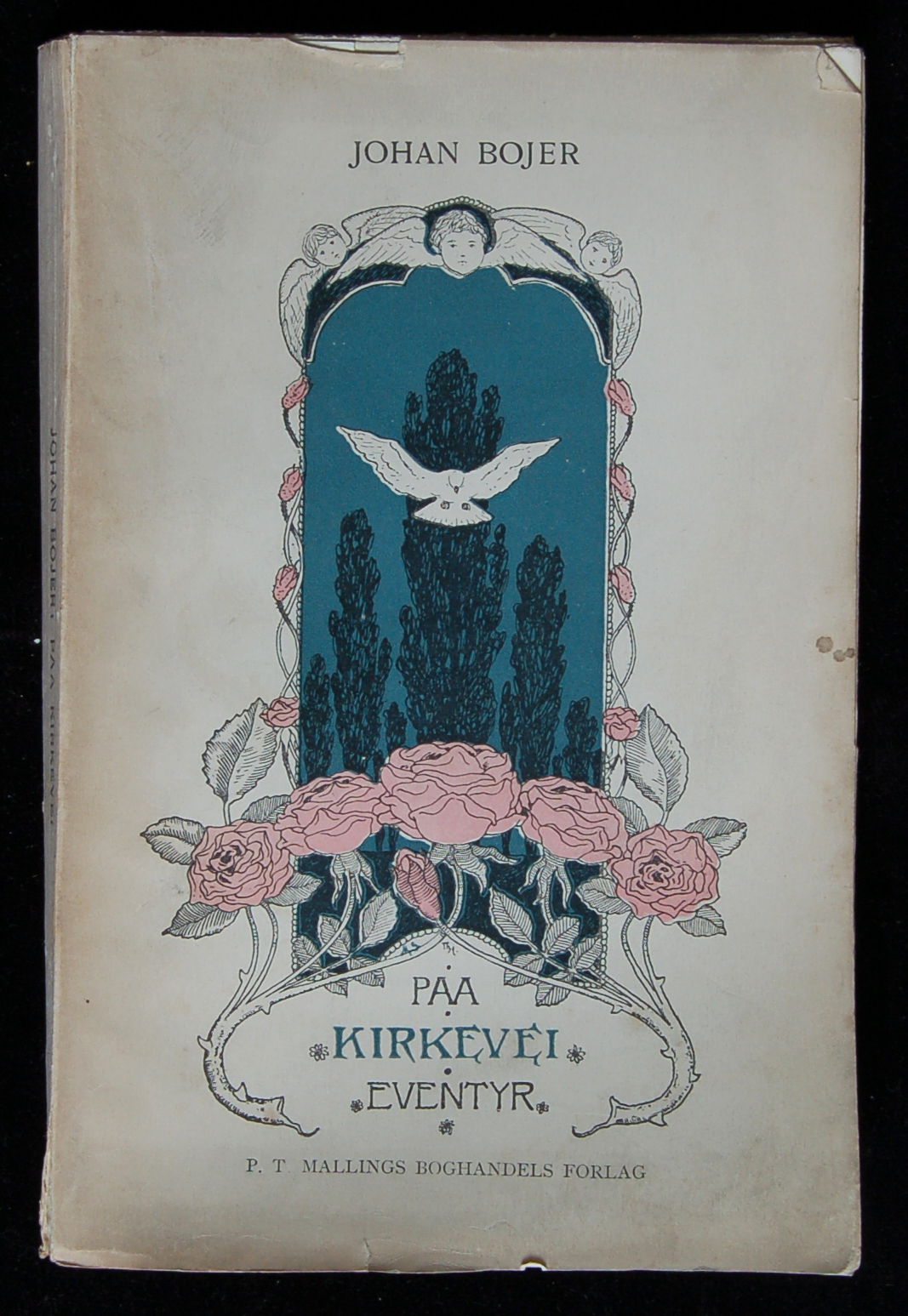
Omslag På kirkevei, 1897, ontwerp Thorolf Holmboe.

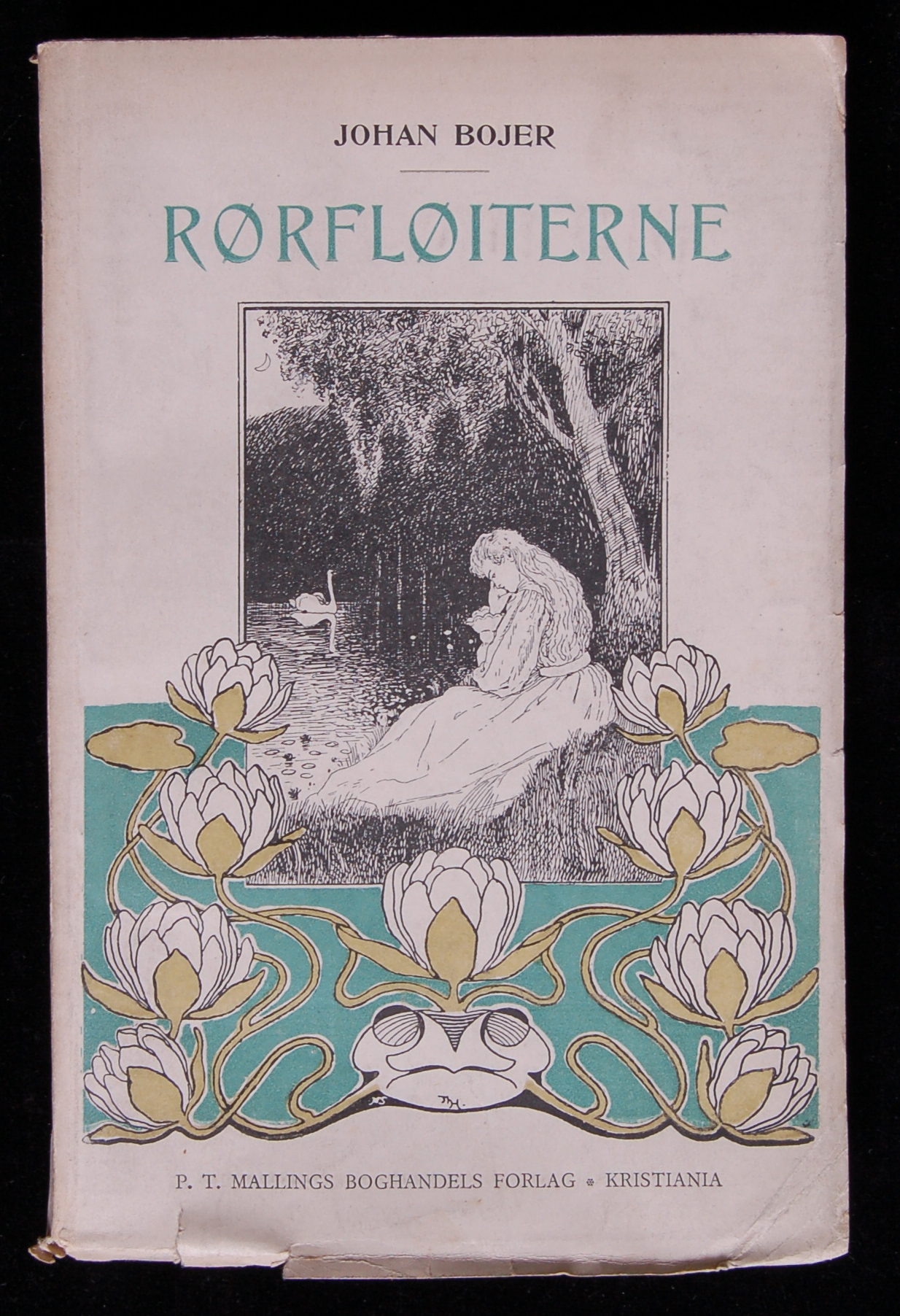
Omslag Rørfløiterne, 1898.